# 신회창세지
《신회창세지》(神回創世地)는 2001년 - 2002년경 작가넷(www.zaca.net, 현재 운영 중단)에 올라온 판타지 소설이다. 이전까지의 대한민국의 판타지 소설이 중국 무협지 및 도교, 무(巫), 신비주의, 드루이드의 의지하던 것에 반해, 신회창세지는 물리학, 지구과학, 천체물리학의 과학적 사고를 융합한 새로운 장르를 개척하였다는 평을 받았다.  2001년 무명의 작가가 작가넷에 처음으로 연재를 시작하였으며 2002년까지 [1부] 환웅의 시간, [2부] 현재의 시간, [3부] 돌아온 신의 시간이 연재되었다.

## 줄거리

### 환웅의 시간
환웅의 시간은 환인의 아들 환웅이 외부의 침략에 나라를 지키려 분투하는 모습을 다루고 있다. 물리학에 정통한 환웅이 파상천뇌일격참(波上天雷一擊斬)을 파동 방정식을 통해 파동의 진폭을 설명하는 장면과, 올빼미가 밤을 기다리는 이유를 헤겔의 법철학 서문의 문구 "미네르바의 부엉이는 황혼이 저물어냐 그 날개를 편다."를 인용하여 시조를 읊는 부분이 백미이다. 

### 현재의 시간
현재의 시간은 무너진 환웅의 고국을 지키기 위해 중력파(重力波)를 이용하여 2001년으로 시간이동을 한 환웅의 모습을 다루고 있다.  환웅이 무예를 단련하여 엄청난 가속을 통해 시공간의 결을 발생시켰고, 환웅의 속도가 전자기파(빛)의 속도를 초과하여 시간을 이동하게 된다. 2001년으로 시간이동을 한 환웅은 수천년을 지배당해 살아온 자신들의 후예들을 보며 괴로워하지만, 다시 역사를 되돌리기 위한 노력을 계속하여 물리학과에 진학한다. 

### 돌아온 신의 시간
돌아온 신의 시간은 모든 것의 이론(Theory of Everything, ToE)을 정립한 환웅이 다시 과거로 돌아가 무너진 고국(고조선)을 다시 세우는 내용을 다루고 있고, 그를 기리기 위해 백성들이 《신회창세지》(神回創世地)를 저술하면서 방대한 환웅의 일대기가 마무리 된다.